# 1930 en photographie
| Années de la photographie : 1927 - 1928 - 1929 - 1930 - 1931 - 1932 - 1933    |
| Décennies de la photographie : 1900 - 1910 - 1920 - 1930 - 1940 - 1950 - 1960 |

Cet article présente les faits marquants de l'année 1930 en photographie.

## Événements

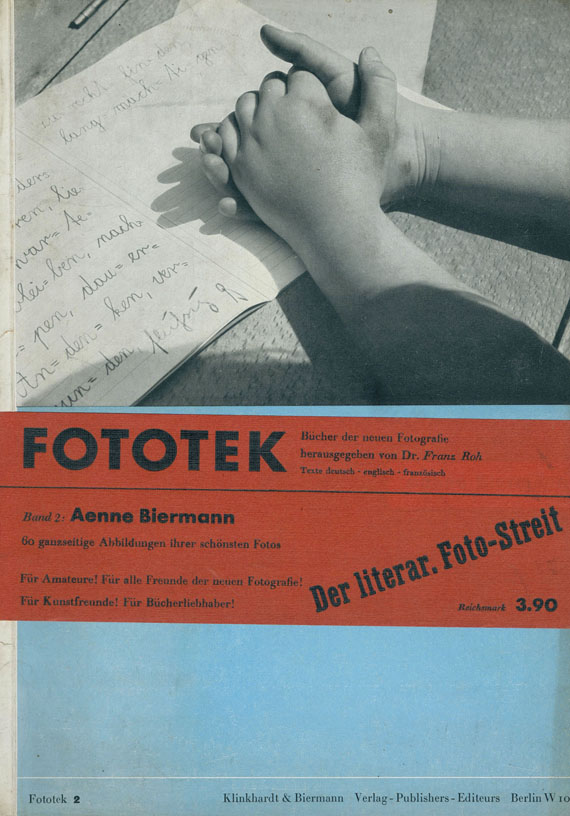
Couverture de Anna Biermann. 60 Fotos, 1930, dans la collection Fototek.

- L'historien de l'art allemand Franz Roh lance à Berlin une collection de livres photographiques, Fototek. Bücher der Neuen Fotografie [Photothèque. Livres de la Nouvelle photographie]. Les deux premiers volumes sont consacrés respectivement à Aenne Biermann et à László Moholy-Nagy.
- 15 mars : la revue française Arts et Métiers graphiques, créée en 1927 par Charles Peignot publie pour son no  16 un volume spécial entièrement consacré à la photographie, qui réunit 130 photographies sélectionnées par Emmanuel Sougez, avec un essai du critique d’art Waldemar-George : « Photographie vision du monde » où il prédit en conclusion que « notre siècle sera l’âge d’or de la photographie, l’image, cette manifestation de l’idiome visuel triomphe du style écrit, cette traduction abstraite de la pensée »[1].
- 18 février : l'astronome Clyde William Tombaugh découvre la planète Pluton à l'observatoire Lowell en Arizona à partir des photographies prises les 23 et 29 janvier[2].
- 23 septembre : le physicien allemand Johannes Ostermeier dépose un brevet pour une ampoule-flashe à usage unique, qui contient un filament d'aluminium dans une atmosphère d'oxygène ; le métal s'enflamme sous l'action d'un courant électrique qui provoque l'inflammation d'une amorce[3].
- Création au Royaume Uni de la Photographic Alliance of Great Britain (PAGB), organisation qui réunit la majorité des clubs photographiques du pays.
- Création au Japon du club photographique Tampei, basé à Osaka, qui a pour but de promouvoir l'art d'avant-garde et la photographie sociale.

## Photographies notables

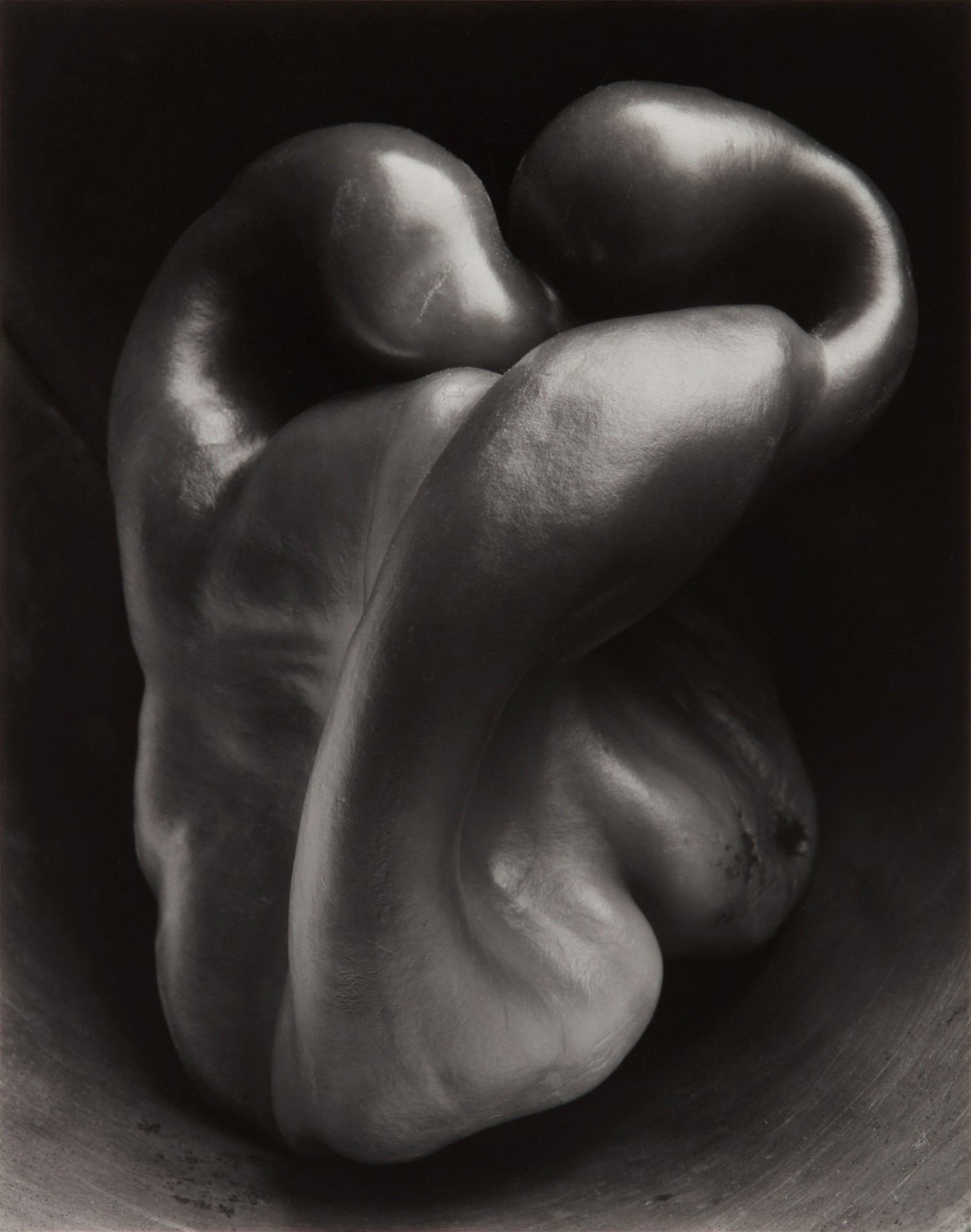
Edward Weston, Poivron no 30.

- Raoul Hausmann réalise une série photographique de nus sur l'île de Sylt en Allemagne) avec, notamment, sa compagne Vera Broïdo.
- Edward Weston, Poivron n° 30 (en)[4] ; la photographie fait partie de la série des quarante-trois clichés de poivrons, réalisés entre 1929 et 1930, photographiés en noir et blanc en gros plans, avec de forts contrastes lumineux.
- Vers 1930 : Gertrud Arndt réalise une série de 43 autoportraits intitulés Maskenselbstporträten (autoportraits masqués) au Bauhaus à Dessau[5].

## Livres de photographies
- Claude Cahun (préf. Pierre Mac Orlan), Aveux non avenus. Illustré d'héliogravures composées par Moore d'après les projets de l'auteur, Paris, éditions du Carrefour, 243 p.
- Léon-Paul Fargue, Banalité, illustré de photogrammes de Fabien Loris et Roger Parry, Paris, Gallimard, Nouvelle revue française ; tirage : 367 exemplaires.
- Germaine Krull (préf. Jean Cocteau), Études de nus, Paris, Librairie des arts décoratifs, A. Calavas, éditeur, 24 p.[6].
- Atget, photographe de Paris, préface de Pierre Mac Orlan, Paris, Henri Jonquières, 23 p. et 96 planches, avec un portrait d'Eugène Atget en frontispice par Berenice Abbott.
- Parution en Allemagne d’un recueil d’images consacré à la photographie ancienne par deux collectionneurs : (de) Helmuth Th. Bossert et Heinrich Guttmann, Aus der Frühzeit der Photographie. 1840-1870, Francfort, Societäts-Verlag, 1930, illustré de 200 photographies[7].

## Études, essais, articles
- Henri Roussilhe, Emploi de la photographie aérienne aux levers topographiques à grande échelle, Paris, L. Eyrolles (coll. « Encyclopédie industrielle et commerciale »), 475 p. et un atlas.

## Festivals et congrès photographiques
- 25e Salon international d'art photographique, Hôtel de la Société française de photographie, 51 rue de Clichy, Paris[8].

## Naissances
- 15 janvier : Toyoko Tokiwa, photographe japonaise, morte le 24 décembre 2019.
- 16 janvier : Shōmei Tōmatsu, photographe japonais, mort le 14 décembre 2012.
- 20 janvier : Lothar Wolleh, photographe allemand, mort le 28 septembre 1979.
- 7 mars : Antony Armstrong-Jones (lord Snowdon), photographe britannique, mort le 13 janvier 2017.
- 28 mars : Stanley Lewis, sculpteur et photographe canadien, mort le 14 août 2006.
- 8 mai : René Maltête, photographe français, spécialisé dans la photographie humoristique, mort le 28 novembre 2000.
- 20 mai : 
  - Petrit Kumi, peintre et photographe albanais.
  - Yasushi Nagao, photographe japonais, mort le 2 mai 2009.
- 10 juin : 
  - Tetsuya Ichimura, photographe japonais.
  - J. D. 'Okhai Ojeikere, photographe nigérian, mort le 2 février 2014.
  - Arlette Rosa-Lameynardie, photographe française, active en Martinique, morte le 10 février 2024.
- 22 juin : Walter Bonatti, alpiniste, journaliste et photographe italien, mort le 13 septembre 2011.
- 12 juillet : Grace Robertson, photographe et photojournalisme britannique, morte le 13 janvier 2021.
- 15 juillet : Arturo Zavattini, photographe et directeur de la photographie italien.
- 25 juillet : Armand Abplanalp, acteur, peintre et photographe suisse, mort le 30 novembre 2000.
- 30 juillet : 
  - Russ Adams, photographe américain, mort le 30 juin 2017.
  - Akira Satō, photographe japonais, mort le 2 avril 2002.
- 2 août : Paul Fusco, photojournaliste américain, membre de l'agence Magnum, mort le 15 juillet 2020.
- 26 août : Micha Bar-Am, photojournaliste israélien, cofondateur du Centre international de la photographie en 1974 à New York.
- 3 septembre : Irina Ionesco, photographe française, morte le 25 juillet 2022.
- 23 septembre : Roland Michaud, photographe français, mort le 25 mai 2020.
- 8 octobre : Charlotte March, photographe allemande, morte le 29 mai 2005.
- 10 octobre : 
  - André Villers, photographe français, mort le 1er avril 2016.
  - Gianni Berengo Gardin, photographe et photojournaliste italien, mort le 6 août 2025
- 3 novembre : Hiro (Yasuhiro Wakabayashi), photographe de mode américano-japonais, mort le 15 août 2021.
- 5 novembre : Gunnar Larsen, journaliste et photographe de mode danois, mort le 30 juillet 1990.
- 26 novembre : Bernard Pierre Wolff, photographe français, mort le 28 janvier 1985.
- 29 novembre : David Goldblatt, photographe sud-africain d'origine lituanienne, mort le 25 juin 2018.
- 14 décembre : Carlos Pérez Siquier, photographe espagnol, mort le 13 septembre 2021.
- 20 décembre : Sune Jonsson, écrivain et photographe suédois, mort le 30 janvier 2009.

- Date précise inconnue ou non renseignée :
  - Béchir Manoubi, reporter-photographe sportif tunisien, né le 24 novembre 2005.

## Décès
- 3 janvier : Guglielmo Plüschow (Wilhelm von Plüschow), photographe allemand, né le 18 août 1852.
- 3 avril : I. K. Inha, photographe finlandais, né le 12 novembre 1865.
- 12 mai : Nicola Perscheid, photographe français, né le 3 décembre 1864.
- 15 juin : Giovanni Viafora, photographe et dessinateur italien, né le 1870.
- 18 juin : Jules Richard, industriel français, constructeur d'appareils photographiques stéréoscopiques, né le 19 décembre 1848.
- 23 août : Marius Bar, photographe français, né le 1862.
- 27 octobre : Paul Gruyer, écrivain, traducteur et photographe français, actif en Bretagne, né le 27 octobre 1868.
- 30 septembre : Fred Hartsook, photographe américain, né le 26 octobre 1876.
- 14 décembre : Marguerite Naville, égyptologue, diariste, photographe et dessinatrice suisse, née le 14 août 1852.
- 25 décembre : André Taponier, photographe français, né le 5 juin 1869.
- 26 décembre : George Davison, photographe anglais, cofondateur du pictorialisme, né le 19 septembre 1854.

## Célébrations
Centenaire de naissance
- Abdullah Frères
- Eugène Appert
- Sándor Beszédes
- Rafael Castro Ordóñez
- Francis Chit
- Ermé Désiré
- Károly Divald
- Tancrède Dumas
- Kizu Kōkichi
- Henri Langerock
- Livernois
- Étienne-Jules Marey
- Eadweard Muybridge
- Antonio Perini
- Josefa Pla Marco
- Morita Raizō
- Henry Peach Robinson
- Hedvig Söderström
- Paul Vionnet
- François Willème

Centenaire de décès
- Edme Quenedey des Riceys